# Gerhard Wolfram

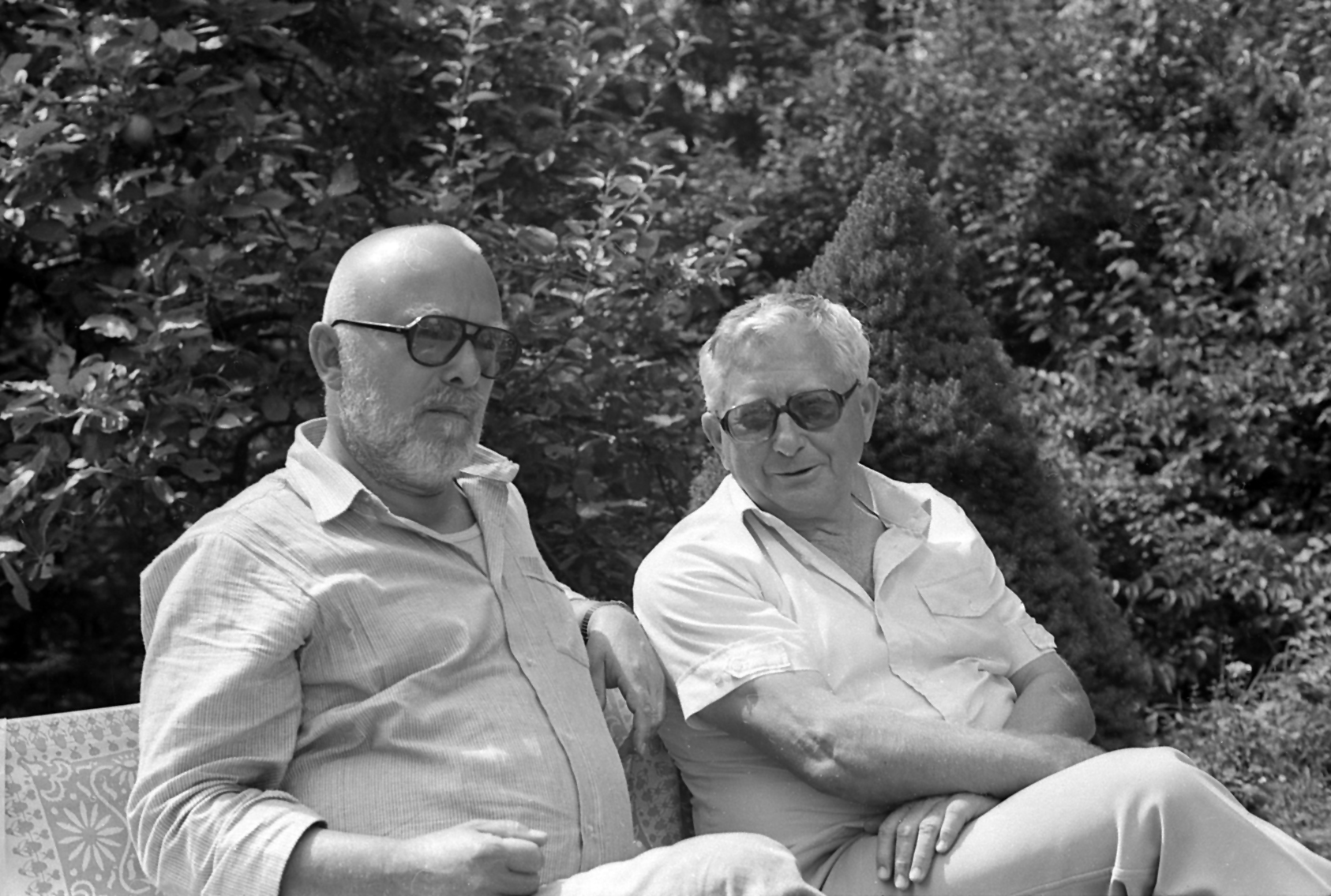
Gerhard Wolfram (rechts) mit Horst Schönemann, Dresden, 1986

Gerhard Wolfram (* 15. Juni 1922 in Naumburg; † 20. Januar 1991 in Berlin) war ein deutscher Dramaturg, Theaterregisseur und Theaterintendant.

## Leben
Wolfram begann während des Zweiten Weltkrieges eine Schauspielerausbildung in Dresden. Er war Mitglied der Hitlerjugend und trat 1940 der NSDAP bei. Am Stadttheater Köthen erhielt er 1945 seinen ersten Theatervertrag als Schauspieler, Dramaturg und Regisseur. Von 1946 bis 1948 arbeitete er als Referent, Regisseur und Dramaturg für den Landessender Halle und den Mitteldeutschen Rundfunk.
1948/49 war er Regisseur und Schauspieler an der Volksbühne Leipzig. Von 1949 bis 1951 fungierte Wolfram als Abteilungsleiter und Literaturredakteur beim Berliner Rundfunk. Im Formalismusstreit geriet er in die Kritik der sowjetischen Besatzungsmacht, doch Bertolt Brecht stellte sich schützend vor ihn. Von 1951 bis 1952 war er beim DEFA-Synchronstudio beschäftigt, 1952 bis 1953 wirkte er als Redakteur bei der Täglichen Rundschau in Berlin.
Von 1953 bis 1965 war er Chefdramaturg am Berliner Maxim Gorki Theater unter Maxim Vallentin, später auch Stellvertreter des Intendanten. Von 1966 bis 1972 übte er das Amt des Intendanten am Landestheater Halle aus. Auf dem Höhepunkt seines Erfolges in Halle übergab man ihm 1972 die Leitung des Deutschen Theaters Berlin. Bis 1982 war Wolfram hier Intendant, danach wurde er zum Intendanten des Staatsschauspiels Dresden ernannt, wo er bis zu seiner Pensionierung im Oktober 1990 tätig war.
Wolfram, von 1971 bis 1976 Kandidat des Zentralkomitees der SED, Mitglied von SED-Bezirksleitungen, des Zentralvorstands der Gewerkschaft Kunst sowie des Präsidiums des Theaterverbandes der DDR, bemühte sich vor allem um die Durchsetzung der sozialistischen Gegenwartsdramatik. Er rückte den gelebten Sozialismus in den Mittelpunkt und setzte die Aufführung schwieriger zeitgenössischer Texte durch wie Hermann Kants Roman Die Aula und die Uraufführungen von Passage und Ritter der Tafelrunde von Christoph Hein. Klassiker wie Goethes Faust und Die Räuber wurden radikal hinterfragt. Er gilt als Entdecker von Alexander Lang, Kurt Böwe, Jutta Wachowiak, Wolfgang Engel und Christoph Schroth. 
Gerhard Wolfram war mit der 1969 bei einem Autounfall verunglückten Schauspielerin Sabine Krug verheiratet.

Grabstätte

Am 3. Oktober 1990 ernannte ihn das Ensemble des Staatsschauspiels Dresden zu seinem Ehrenmitglied. Sein Grab befindet sich auf dem Französischen Friedhof in Berlin.